# Sánchez Ramírez (província)
Sánchez Ramírez é uma província da República Dominicana. Sua capital é a cidade de Cotuí.
A província foi criada em 1952. Antes da sua criação, era um município da província de Duarte desde 18 de Junho de 1945; era um município da província de La Vega desde a fundação da República.